# Flachgau
 (juillet 2018).
Si vous disposez d'ouvrages ou d'articles de référence ou si vous connaissez des sites web de qualité traitant du thème abordé ici, merci de compléter l'article en donnant les références utiles à sa vérifiabilité et en les liant à la section « Notes et références ».
Le Flachgau est l'un des 5 cantons de la province de Salzbourg.

## Géographie
- Région : Salzbourg
- Capitale régionale : Salzbourg
- Superficie : 1 004,36 km2
- Habitants : 140 203 (31 mars 2008)
- Densité de population : 140 Hab. /km2

## Communes
Parmi les communes les plus importantes du Flachgau, on compte :
Neumarkt am Wallersee, Seekirchen am Wallersee, Mattsee, Obertrum, Straßwalchen, Eugendorf, Fuschl am See, Henndorf am Wallersee, Wals-Siezenheim

## Montagnes
Dans le Flachgau se trouvent de nombreuses montagnes dont : l’ « Untersberg » (1 973 m) qui forme la frontière entre l’Allemagne et l’Autriche, le Watzmann (2 713 m), le Göll (2 522 m) et le massif du Tennengebirge. Le canton qui entoure complètement la capitale régionale, avoisine la Haute Autriche, le Tennengau et la Bavière.

## Lacs
Dans la province de Salzbourg, il y a 608 lacs, dont 13 dans le canton du Flachgau :
Le Krottensee, les «Egelseen» (à Paltingmoos), les «Egelseen» (à Elsbethen), l’Eibensee, le Fuschlsee, l’Hintersee, le Grabensee, le Mattsee, l’Obertrumer See, le Wallersee, le Wiestalstausee, le Wolfgangsee et le Filblingsee.

## Culture
Dans le Flachgau il y a un grand nombre de troupes de théâtre, par exemple à Eugendorf, Thalgau et Henndorf. Le théâtre le plus connu est la « Seebühne » à Seeham.
Quant aux traditions, il y a beaucoup de fêtes et d’événements régionaux et culturels, tels que le «Rupertikirtag», fête en l’honneur de Saint Rupert, patron de la région de Salzbourg, le «Christkindlmarkt», un marché de Noël, le «Bauernherbst», des manifestations traditionnelles et folkloriques des agriculteurs en automne, et la fête à l’occasion du mois du mai.
De nombreux écrivains connus ont vécu et travaillé dans le Flachgau, par exemple Thomas Bernhard et Carl Zuckmayer.